# Ричард Поул
Сер Річард Поул (англ. Sir Richard Pole; 1458/59 - 1504 або до 18 грудня 1505) — англійський аристократ, один з відомих прихильників короля Генріха VII Тюдора, якому припадав двоюрідним братом. Чоловік Маргарет, дочки Джорджа Кларенса, кавалер Ордену Підв'язки. У 1501-1502 фактично правив Валлійською маркою від імені свого племінника Артура, принца Уельського.

## Життєпис
Походив із старовинної валлійської родини. Був сином сера Джеффрі Поула і Едіт Сент-Джон, єдиноутробної сестри Маргарет Бофорт, і був таким чином двоюрідним братом Генріху Тюдору. Народився в 1458 або 1459. Після захоплення корони (1485) Генріх Тюдор надав своєму родичу ряд почесних посад: той став констеблем замків Харлех і Монтгомері, шерифом Меріонетшира (у лютому 1486), в 1487 посвячений в лицарі.
У 1495 брав участь у придушенні повстання Перкіна Уорбека, в 1498 - в шотландської кампанії, командуючи загоном в 600 осіб. За військові заслуги король зробив його кавалером Ордену Підв'язки (1499).
Зайняв провідні позиції при дворі свого двоюрідного племінника Артура, принца Уельського. До 20 серпня 1492/93 він став камергером юного принца. Після одруження Артура і Катерини Арагонської в 1501 Поул супроводжував молодят в Ладлоу, де Артур формально взяв під управління Уельс і Валлійську марку. Маркою фактично керував сам сер Річард. Коли принц Уельський помер юним, саме Поулу довелося повідомляти звідси королю (1502). Сам Річард помер, за різними даними, в 1504 або до 18 грудня 1505.

## Родина
Король видав за Річарда Поула дочку Джорджа Кларенса Маргарет. Це була одна з найзнатніших наречених королівства - остання представниця Йоркської династії, двоюрідна сестра королеви Єлизавети. Її батько був засуджений ще за Едуарда IV і страчений, а його володіння та титули конфісковані; проте діти Кларенса залишалися серйозною потенційною загрозою для Тюдорів. Сина Кларенса Генріх VII стратив у 1499, а дочка видав за свого незнатного родича, який доказав відданість і явно не представляв йому небезпеки. Шлюб укладений приблизно між 1491 і 1494. У ньому народилося п'ять дітей, четверо синів і дочка.
- Генрі Поул, 1-й барон Монтегю (близько 1492 - 1539);
- Реджинальд Поул (приблизно 1500 - 1558), кардинал;
- сер Джеффрі Поул (1501/02 - 1558);
- сер Артур Поул (приблизно 1502 - 1535);
- Урсула Поул (приблизно 1504 - 1570), дружина Генрі Стаффорд, 1-го барона Стаффорд[7][6].

У 1513 Маргарет Поул, на той час вдова, отримала титул графині Солсбері. Пізніше Реджинальд Поул виступив на боці папства в його конфлікті з королем Генріхом VIII і наслідком цього стала страта за зраду його брата Генрі, а потім і матері.

## У культурі
Став персонажем історичних романів Філіппи Грегорі. У знятому за цими романами телесеріалі «Біла принцеса» (2017) сера Річарда грає Ендрю Уіпп.